# Johari-venster
Het Johari-venster, vaak ook aangeduid met de Engelse term Johari window is een model gecreëerd door Joseph Luft en Harry Ingham in 1955. De naam "Johari" is afgeleid uit hun namen: Joseph Luft en Harry Ingham.
Het model helpt mensen hun communicatie beter te begrijpen. Het model wordt onder andere gebruikt in (bedrijfs)trainingen gericht op de zachte kant.

## De vier kwadranten
Het Johari-venster heeft vier kwadranten:
|                      | Bekend aan jezelf | Onbekend aan jezelf |
| Bekend aan anderen   | Open ruimte       | Blinde vlek         |
| Onbekend aan anderen | Verborgen gebied  | Onbekend gebied     |

- De open ruimte is aan beiden bekend, hier kan over gecommuniceerd worden.
- De blinde vlek is wel bekend aan anderen, maar niet aan jezelf. Voorbeelden hiervan zijn als iemand vaak een bepaald stopwoord gebruikt, of als iemand een slechte adem heeft.
- Het verborgen gebied houden mensen bewust verborgen voor anderen.
- Het onbekende gebied is zowel voor jezelf als anderen onbekend, en daarmee geen onderwerp van communicatie.

## Gebruik van het Johari-venster
Het Johari-venster geeft zicht op waarover je communiceert en hoe je je aan anderen presenteert.
In het algemeen is het in een vertrouwde relatie goed om de open ruimte zo groot mogelijk te maken. Dat kan op twee manieren:
- door feedback te vragen van anderen verschuift ruimte van de blinde vlek naar de open ruimte, en
- door open te communiceren verschuift ruimte van het verborgen gebied naar de open ruimte.

Je hoeft echter niet alles blindelings te communiceren. Het kan handig zijn om bepaalde zaken (nog) niet te communiceren, bijvoorbeeld als het gaat om
- vertrouwelijke informatie, waarbij je niet zeker bent of de ander dit voor zich kan houden,
- zaken waarvan je inschat dat de ander er niet (goed) overweg mee kan, of
- als het de ander niet aangaat, bijvoorbeeld het vrijgeven van seksuele geaardheid of geloof tijdens een sollicitatiegesprek.

Kortom: aan de hand van het Johari-venster kom je te weten welke eigenschappen van jou openbaar zijn en welke eigenschappen niet.